# Phyxelida eurygyna
Phyxelida eurygyna är en spindelart som beskrevs av Griswold 1990. Phyxelida eurygyna ingår i släktet Phyxelida och familjen Phyxelididae.
Artens utbredningsområde är Malawi. Inga underarter finns listade i Catalogue of Life.